# Oh Hyo-chul
Oh Hyo-chul – południowokoreański zapaśnik w stylu wolnym. Zajął czternaste miejsce na mistrzostwach świata w 1991. Zdobył dwa złote medale na igrzyskach azjatyckich - w 1986 i 1990. Piąte miejsce na mistrzostwach Azji w 1987 i szóste w 1992. Piąty w Pucharze Świata w 1991 roku.